# Cellepora birostrata
Cellepora birostrata är en mossdjursart som beskrevs av Canu och Bassler 1928. Cellepora birostrata ingår i släktet Cellepora och familjen Celleporidae. Inga underarter finns listade i Catalogue of Life.